# سیارک ۱۱۲۹۸
سیارک ۱۱۲۹۸ (به انگلیسی: 11298 Gide، نامگذاری:1992RE6) یازده هزار و دویست و نود و هشتمین سیارک کشف شده‌است که در ۲ سپتامبر ۱۹۹۲ کشف شد.
قدر مطلق سیارک برابر ۱۴٫۱۰ است.